# Expeditie Poolcirkel
Expeditie Poolcirkel is een Nederlands televisieprogramma waarin 10 bekende Nederlanders tegen elkaar en zichzelf strijden tijdens een reis richting de Noordpoolcirkel. Dit programma volgde 71° Noord op. Het eerste seizoen werd in 2012/13 uitgezonden door de AVRO op NPO 3 en gepresenteerd door Lauren Verster. Vanaf het tweede seizoen werd het programma door RTL Nederland uitgezonden op RTL 5, gepresenteerd door Lieke van Lexmond. In het derde seizoen (2015) waren de kandidaten 8 (voormalige) topsporters waaronder John de Wolf, Bram Som en Hein Vergeer. Vanwege de zwangerschap van Van Lexmond werd dit seizoen gepresenteerd door Yolanthe Cabau van Kasbergen.

## Spel
Elke aflevering zijn er twee opdrachten: een groepsopdracht en een individuele opdracht. Bij de groepsopdracht wordt de groep in tweeën gesplitst, het winnende team ontvangt per persoon €1.000 euro. Bij de individuele opdracht bepaalt hoe goed de kandidaat heeft gescoord hoeveel geld hij/zij krijgt. Aan het eind van elke aflevering spelen de twee kandidaten met de laagste score het finalespel, 'het ultieme duel' genaamd. Hierin moeten beide kandidaten 10 vallende ijspegels vangen, een spel gebaseerd op het 'stokvangspel'. De winnaar krijgt €1.000 euro (in seizoen 3 was dit €1.250 euro), de verliezer moet naar huis. Uiteindelijk mogen de twee spelers met het hoogste geldbedrag in de laatste aflevering het tegen elkaar opnemen om de winst. 

## Seizoenen

### Seizoen 1
Locatie Noorwegen,  Zweden,  Finland
Uitzendingen12 november 2012 – 31 januari 2013 (tijdslot: donderdag 20:30 uur)
PresentatieLauren Verster
OmroepAVRO (Nederland 3)
| Nr. | Naam                 | Week 1 | Week 2 | Week 3 | Week 4 | Week 5  | Week 6  | Week 7  | Week 8  | Week 9  | Week 10 | Opmerking           |
| --- | -------------------- | ------ | ------ | ------ | ------ | ------- | ------- | ------- | ------- | ------- | ------- | ------------------- |
| 1.  | Paulien van Deutekom | €750   | €3.250 | €5.000 | €6.750 | €9.250  | €10.500 | €14.000 | €16.500 | €19.500 | €22.500 | Winnaar             |
| 2.  | Frederik Brom        | €1.250 | €2.500 | €5.000 | €8.000 | €10.250 | €13.750 | €15.750 | €18.250 | €20.750 | €22.750 | Verliezend finalist |
| 3.  | Amanda Krabbé        | €3.000 | €4.500 | €7.000 | €9.500 | €10.500 | €12.000 | €13.500 | €15.500 | €18.000 | €18.000 | Afvaller 8          |
| 4.  | Charlie Chan Dagelet | €100   | €2.850 | €4.850 | €5.850 | €8.850  | €10.850 | €13.100 | €16.350 | €18.600 |         | Afvaller 7          |
| 5.  | Kim Kötter           | €2.500 | €3.500 | €5.500 | €5.700 | €7.200  | €10.200 | €12.200 |         |         |         | Afvaller 6          |
| 6.  | Ron Link             | €2.500 | €3.600 | €4.100 | €7.600 | €8.350  | €10.100 |         |         |         |         | Afvaller 5          |
| 7.  | Gerald Sibon         | €2.000 | €4.000 | €5.250 | €6.750 | €8.250  |         |         |         |         |         | Afvaller 4          |
| 8.  | Dean Saunders        | €1.200 | €2.700 | €2.700 | €4.950 |         |         |         |         |         |         | Afvaller 3          |
| 9.  | Claudia Schoemacher  | €1.000 | €1.200 | €1.200 |        |         |         |         |         |         |         | Afvaller 2          |
| 10. | Unorthadox           | €500   |        |        |        |         |         |         |         |         |         | Afvaller 1          |

 Kandidaat is nog in het spel.
 Kandidaat stond in het finalespel, maar won.
 Kandidaat verloor het finalespel, maar hoefde niet naar huis.
 Kandidaat moest deze aflevering het spel verlaten (na het verliezen van het finalespel).
 Kandidaat ligt uit het spel.
1. ↑  In aflevering 2 hoefde na het finalespel niemand naar huis. Omdat Frederik het finalespel won, kreeg hij wel de extra €1.000.
2. ↑  In aflevering 3 ging Claudia vrijwillig naar huis, Dean kreeg de extra €1.000 van het finalespel en mocht door.
3. ↑  In aflevering 8 hoefde na het finalespel niemand naar huis. Omdat Amanda het finalespel won, kreeg zij wel de extra €1.000.
4. ↑  In aflevering 10 kwamen Paulien (als eerste) en Frederik (als tweede) het snelst aan bij de finish. Zij mochten het finalespel spelen, Amanda viel af. In het finalespel werd Frederik verslagen door Paulien, zij werd tot winnaar uitgeroepen.

### Seizoen 2
Locatie Noorwegen,  IJsland
Uitzendingen27 maart – 29 mei 2014 (tijdslot: donderdag 20:30 uur)
PresentatieLieke van Lexmond
OmroepRTL 5
| Nr. | Naam                  | Week 1 | Week 2 | Week 3 | Week 4 | Week 5 | Week 6 | Week 7 | Week 8 | Week 9 | Week 10 | Opmerking           |
| --- | --------------------- | ------ | ------ | ------ | ------ | ------ | ------ | ------ | ------ | ------ | ------- | ------------------- |
| 1.  | Mark Huizinga         |        |        |        |        |        |        |        |        |        | €20.250 | Winnaar             |
| 2.  | Esther Schouten       |        |        |        |        |        |        |        |        |        |         | Verliezend finalist |
| 3.  | Curt Fortin           |        |        |        |        |        |        |        |        |        |         | Afvaller 8          |
| 4.  | Tim Coronel           |        |        |        |        |        |        |        |        |        |         | Afvaller 7          |
| 5.  | Chava Voor in 't Holt |        |        |        |        |        |        |        |        |        |         | Afvaller 6          |
| 6.  | Leonie Meijer         |        |        |        |        |        |        |        |        |        |         | Afvaller 5          |
| 7.  | Aïcha Marghadi        |        |        |        |        |        |        |        |        |        |         | Afvaller 4          |
| 8.  | Imanuelle Grives      |        |        |        |        |        |        |        |        |        |         | Afvaller 3          |
| 9.  | Mamoun Elyounoussi    |        |        |        |        |        |        |        |        |        |         | Afvaller 2          |
| 10. | Felix Maginn          |        |        |        |        |        |        |        |        |        |         | Afvaller 1          |

 Kandidaat is nog in het spel.
 Kandidaat stond in het finalespel, maar won.
 Kandidaat verloor het finalespel, maar hoefde niet naar huis.
 Kandidaat moest deze aflevering het spel verlaten (na het verliezen van het finalespel).
 Kandidaat ligt uit het spel.
1. ↑  In aflevering 3 hoefde na het finalespel niemand naar huis. Omdat Tim het finalespel won, kreeg hij wel de extra €1.000.
2. ↑  In aflevering 8 hoefde na het finalespel niemand naar huis. Omdat Tim het finalespel won, kreeg hij wel de extra €1.000.
3. ↑  In aflevering 10 kwamen Mark en Esther het snelst aan bij de finish. Zij mochten het finalespel spelen, Curt viel af. In het finalespel werd Esther verslagen door Mark, hij werd tot winnaar uitgeroepen.

### Seizoen 3
Locatie IJsland
Uitzendingen5 januari – 23 februari 2015 (tijdslot: maandag 20:30 uur)
PresentatieYolanthe Sneijder-Cabau
OmroepRTL 5
| Nr. | Naam                    | Week 1 | Week 2 | Week 3 | Week 4 | Week 5 | Week 6 | Week 7 | Week 8  | Opmerking           |
| --- | ----------------------- | ------ | ------ | ------ | ------ | ------ | ------ | ------ | ------- | ------------------- |
| 1.  | Laura Dekker            |        |        |        |        |        |        |        | €20.000 | Winnaar             |
| 2.  | Bram Som                |        |        |        |        |        |        |        |         | Verliezend finalist |
| 3.  | Miek van Geenhuizen     |        |        |        |        |        |        |        |         | Afvaller 6          |
| 4.  | Tonny de Jong           |        |        |        |        |        |        |        |         | Afvaller 5          |
| 5.  | John de Wolf            |        |        |        |        |        |        |        |         | Afvaller 4          |
| 6.  | Hein Vergeer            |        |        |        |        |        |        |        |         | Afvaller 3          |
| 7.  | Glenn Helder            |        |        |        |        |        |        |        |         | Afvaller 2          |
| 8.  | Brenda Schultz-McCarthy |        |        |        |        |        |        |        |         | Afvaller 1          |

 Kandidaat is nog in het spel.
 Kandidaat stond in het finalespel, maar won.
 Kandidaat verloor het finalespel, maar hoefde niet naar huis.
 Kandidaat moest deze aflevering het spel verlaten (na het verliezen van het finalespel).
 Kandidaat ligt uit het spel.
1. ↑  In aflevering 2 vertrok Glenn vrijwillig vanwege een enkelblessure.
2. ↑  In aflevering 4 hoefde na het finalespel niemand naar huis. Omdat Miek het finalespel won, kreeg zij wel de extra €1.250.
3. ↑  In aflevering 6 hoefde na het finalespel niemand naar huis. Omdat Miek het finalespel won, kreeg zij wel de extra €1.250.
4. ↑  In aflevering 8 kwamen Laura en Bram het snelst aan bij de finish. Zij mochten het finalespel spelen, Miek viel af. In het finalespel werd Bram verslagen door Laura, zij werd tot winnaar uitgeroepen.